# Чельцов, Михаил Павлович
Михаи́л Па́влович Чельцо́в (27 мая 1870, село Кикино, Ряжский уезд, Рязанская губерния — 7 января 1931, Ленинград) — протоиерей Русской православной церкви, богослов.
Причислен к лику святых Русской православной церкви в 2005 году.

## Биография
Родился 27 мая 1870 года в селе Кикино Кораблинской волости Ряжского уезда Рязанской губернии в семье священника Павла Михайловича Чельцова и Агриппины Сергеевны (в девичестве Полянской). Дед был диаконом, прадед — священником.
В 1890 году окончил Рязанскую духовную семинарию. В 1894 году окончил Казанскую духовную академию со степенью кандидата богословия «с правом преподавания в семинарии и с правом соискания степени магистра богословия без нового устного испытания».
С ноября 1894 года — преподаватель Калужской духовной семинарии. Занимался миссионерской деятельностью.
В 1898 году защитил диссертацию «Церковь Королевства Сербского со времени приобретения ею автокефальности, 1879—1896 годы» на соискание учёной степени магистр богословия.
С 1898 года — миссионер по Санкт-Петербургской епархии. Автор работ по миссионерским вопросам, многих статей, опубликованных в «Миссионерском Обозрении» и других журналах. Некоторое время служил в канцелярии обер-прокурора Синода Константина Победоносцева.
В сентябре 1903 года был рукоположён в сан иерея. В 1903—1905 годах — соредактор и соиздатель ежемесячного журнала «Православный путеводитель».
В 1903—1918 годах — преподаватель богословия в Институте гражданских инженеров и настоятель Симеоновской церкви в этом институте. Его курс лекций пользовался популярностью за живость и доступность изложения. Сборник избранных лекций «Христианское миросозерцание» включает в себя анализ в популярной форме серьёзных богословских вопросов — происхождения греха, проблемы взаимоотношений науки и религии, разрыва между христианством и культурой и др. Часто выступал на религиозно-философских и церковных собраниях.
6 мая 1914 года возведён в сан протоиерея.
В январе 1918 года в его квартире был произведён ночной обыск. В марте 1918 года избран членом Нарвской районной Думы от партии кадетов, к которой не принадлежал. На первом чрезвычайном Епархиальном собрании Петроградской епархии в июле 1918 года избран членом Петроградского епархиального совета. На первом собрании Епархиального совета 15 июля 1918 года избран его председателем. Осенью 1920 года, когда Епархиальный совет по распоряжению НКВД был ликвидирован, перешёл на работу в канцелярию митрополита Петроградского Вениамина (Казанского).
В начале сентября 1918 года был арестован вместе с другими представителями духовенства в связи с убийством Моисея Урицкого. Препровождён в тюрьму ЧК на Гороховой, затем переведён в Дерябинскую тюрьму.
2 ноября 1918 года вновь арестован, препровождён в полицейский участок Выборгской стороны, затем переведён в Выборгскую бывшую военную тюрьму. Освобождён 12 ноября.
В ноябре 1919 — мае 1922 года — настоятель Троице-Измайловского собора в Петрограде.
31 мая 1922 года был арестован по делу «о сопротивлении изъятию церковных ценностей». Был подсудимым на Петроградском процессе, на котором вместе с митрополитом Петроградским Вениамином и другими был приговорён к расстрелу. Позднее приговор ему, как и некоторым другим приговорённым, был заменён пятью годами заключения. Сорок дней провёл в камере смертников.
О своих арестах, пребывании в тюрьме и суде оставил мемуары «Воспоминания „смертника“ о пережитом». В частности, подробно изложил свои переживания в ожидании расстрела. Это искренняя исповедь священника, который духовно готовил себя к смерти, преодолевал сомнения, вспоминал о близких. Это уникальный документ, написанный без какой-либо экзальтации человеком, который ждал гибели каждую ночь:

Представляя всю мучительность бессонной ночи, я старался днём не спать или только дремать. Я со слов многих знал, что расстреливают по ночам: зимой с вечера, а летом — на утренней заре. Ночи в июле были коротки, и это опять было большим благом. Ложиться я старался позже, и так как рассвет начинался рано, то я спокойно и засыпал: если с вечера оставили на койке, значит, утром не расстреляют. Зато с вечера, бывало, прислушиваешься ко всякому гудку мотора, к шагам в коридоре, к звяканию ключами в дверях соседних камер. Однажды я совсем, было, уже решил, что час мой пришёл. Я уже лёг и почти задремал. В камере уже стемнело. Вдруг слышу звякание ключа в замке моей, именно моей, камерной двери. Зачем её отпирают в такой поздний час? Ответ мог быть только один и самый печальный. Я привстал, перекрестился и приготовился идти. На душе было как-то совсем спокойно; какая-то решимость овладела мной. Дверь отворилась, но быстро же и захлопнулась, и я услышал только слова: «Извините, мы ошиблись…» Вероятно, водили кого-то из соседней одиночки гулять вечером и, при водворении его на место жительства, ошиблись камерой.

Два года находился в заключении, затем был освобождён.

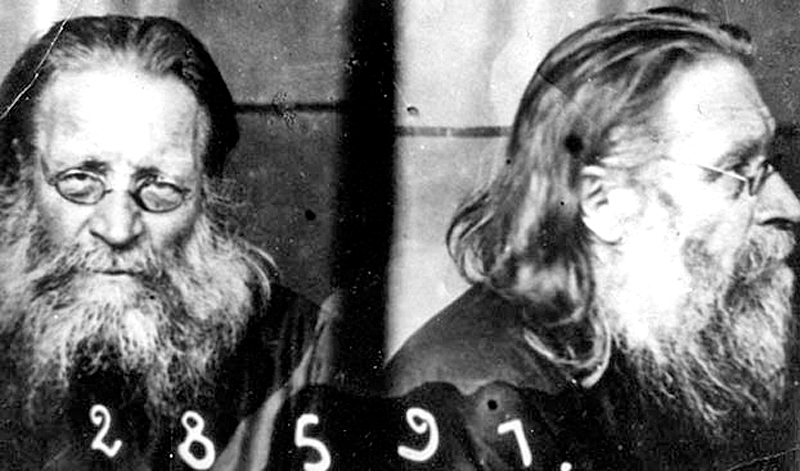
Протоиерей Михаил Чельцов. Фото из следственного дела

В апреле 1924 — сентябре 1930 годов — настоятель церкви Михаила Архангела (Малоколоменской) в Ленинграде.
В 1926 году преподавал догматическое богословие и Новый Завет на Высших богословских курсах.
Был арестован 2 сентября 1930 года по делу графини Зарнекау. Суть дела состояла в том, что летом 1929 года двум офицерам-эмигрантам удалось нелегально приехать в Ленинград и вывезти за границу графиню Зарнекау, дочь принца Ольденбургского. Информация об обстоятельствах её побега стала известна ОГПУ, когда графиня описала в эмигрантской печати свой побег и опубликовала имена людей, к которым имела большее или меньшее отношение в Петрограде. Это привело к аресту около 40 человек из её окружения, в том числе и отца Михаила.
Незадолго до смерти говорил своему сокамернику:

Прожита жизнь не всегда лёгкая. Дети уже выросли; и мне надо радоваться, что Господь посылает мне этот конец, а не старческий недуг и многолетние страдания на одре болезни… Вы ещё молоды, а меня Господь к Себе призывает таким благословенным путём.

2 января 1931 года приговорён к расстрелу и через несколько дней расстрелян.

## Канонизация
16 июля 2005 года Священный Синод Русской православной церкви постановил включить имя протоиерея Михаила Чельцова в Собор новомучеников и исповедников Российских XX века.

## Семья
- отец — священник Павел Михайлович Чельцов

Сыновья:
- Павел Михайлович (1905—1943). Был арестован в 1922 году, проходил по делу «о сопротивлении изъятию церковных ценностей», оправдан. Погиб на фронте[5].
- Василий Михайлович (1908—1988). В 1933 году исключён из Ленинградского химико-технологического института, возможно, был арестован[5].
- Семён Михайлович (1915—1942). Был арестован в 1939 году, приговорён к 10 годам лагерей, погиб в заключении в Архангельской области[5].
- Георгий Михайлович (1917 — 2001[7]). В 1940-е годы — главный инженер завода сельхозмашин в Акмолинске. В декабре 1945 года был арестован, в 1946 году приговорён к 15 годам лагерей, в 1955 году освобождён. Работал в Пскове и Ленинграде[5], в 1990-х — член общества «Мемориал».

## Публикации
- Церковь Королевства Сербского со времени приобретения ею автокефальности, 1879—1896 годы. — СПб, 1899.
- Примерное распределение апологетического материала в курсе Закона Божия для одноклассных церковно-приходских школ среди раскольнического населения. — СПб., 1900.
- Единоверие за время столетнего существования его в русской церкви, 27 окт. 1800 г. — 27 окт. 1900 г. — СПб., 1900. — 94 с.
- Основные задачи высшего образования. — СПб., 1904.
- Была ли нужда при патриархе Никоне исправлять церковные богослужебные книги? — СПб, 1904.
- Современная жизнь в расколе и сектантстве. Вып. I. 1904-й год. — СПб, 1905.
- О приходе и о регистрации прихожан. — СПб, 1905.
- Богословие и специальные науки. — СПб, 1906.
- Христианство и политика. — СПб. : Тип. М. Меркушева, 1906. — 46 с.
  - Христианство и политика // Журнал Московской Патриархии. М., 1994. — № 3. — С. 54-66
- Сущность церковного обновления. — СПб. : Тип.-лит. «Отто Унфуг», 1907. — 15 с. — (Библиотека «Век» ; Вып. 3).
- Правда и смысл жизни ; Богоборчество Леонида Андреева. — Сергиев Посад : Тип. Св.-Тр. Сергиевой Лавры, 1909. — 57 с.
- О вере и неверии : Из лекций студентам в Ин-те гражд. инж. имп. Николая I Ч. 1. — СПб. : Тип. Алекс.-Нев. Об-ва трезвости, 1910.
- Об изучении Закона Божия в школе. — СПб. : Синод. Тип., 1912. — 28 с.
- Православно-христианское вероучение : Учеб. руководство по Закону Божию. — СПб. : Тип. И. В. Леонтьева, 1911. — 178 с. ; 2-е изд. — СПб. : И. Л. Тузов, 1912. — 188 с. ; 3-е изд., испр. — 1913. — 194 с. ; 4-е изд. — 1914. — 196 с. ; 6-е изд., испр. — 1915. — 194 с. ; 7-е изд. — Пг. : Тип. И. В. Леонтьева, 1917. — 194 с.
- Современные религиозные искания : Теософия. — М. : Печ. А. И. Снегиревой, 1914. — 44 с.
- Требования современной педагогики в отношении к религиозному воспитанию. — Пг. : Изд. совет при Святейшем синоде, 1917. — 24 с.
- Христианское миросозерцание. — Пг. : Тип. И. В. Леонтьева, 1917. — 162 с.
- В чем причина церковной разрухи в 1920—1930 гг. // Минувшее: Исторический альманах. Вып. 17. — М.-СПб., 1994. — С. 411—473
- Воспоминания «смертника» о пережитом. М., 1995.
- Христианское миросозерцание. — М. : Православ. Свято-Тихон. богосл. ин-т, 1997. — 175 с. — (Православное слово).